# Hero Omken
Hero Omken, auch genannt Hero Omken der Jüngere († 1522), war ein ostfriesischer Häuptling im Harlingerland. Dieses beherrschte er fast 50 Jahre lang, von 1473 bis zu seinem Tod im Jahre 1522. Seine Eltern waren Sibet Attena und Onna von Stedesdorf, die eine Tochter Hero Omkens des Älteren war.
Hero Omken nahm den Nachnamen seiner Mutter an. Dies war in Ostfriesland zwar unüblich, aber durchaus möglich. Damit setzte er sich einerseits von der Politik seines Vaters ab, der immer ein treuer Gefolgsmann und Freund der Cirksena gewesen war. Andererseits distanzierte er sich so von den Kindern seines Vaters aus zweiter Ehe, denen er die Mitregentschaft verweigerte, obwohl sie eigentlich testamentarisch von Sibet Attena verfügt worden war.
Hero Omkens Gegnerschaft zu den Grafen von Ostfriesland aus dem Hause Cirksena wurde spätestens zu dem Zeitpunkt offensichtlich, als er Armgard, eine Tochter des Grafen Gerd von Oldenburg ehelichte. Die Oldenburger waren zu der Zeit der wichtigste Gegner Ostfrieslands.
Seinem Halbbruder Ulrich von Dornum, der Ansprüche auf die Mitregentschaft im Harlingerland stellte, gestand Hero nur eine finanzielle Abfindung zu. Auch sonst gab er nicht viel auf das Testament seines Vaters, hatte dieser doch verfügt, dass seine Kinder den Cirksena die Treue halten sollten. Ganz im Gegenteil, Hero nutzte jede Gelegenheit, dem Grafen Edzard von Ostfriesland zu schaden, insbesondere als dieser 1514 in die Sächsische Fehde verwickelt wurde und in die Reichsacht geriet.
Edzard rächte sich nach seiner Rehabilitierung seinerseits mit Überfällen und versuchte, seine vom Kaiser zugesicherten Ansprüche auf das Harlingerland durchzusetzen. Hero Omken konnte die Unabhängigkeit des Harlingerlandes allerdings noch bewahren. Nach seinem Tod im Jahre 1522 wurde sein Sohn Balthasar von Esens sein Nachfolger.
Seine Tochter Onna (Anna) († nach 1559) war mit Otto III. von Rietberg verheiratet. Nach dem Tod von Balthasar kam Esens so an die Grafen von Rietberg.
Die Söhne Sibo († 1520) und Kasper († 1521) starben im Kampf für einen Verwandten, den dänischen König Christian II. Kasper fiel beim Sturm auf Königsberg.